# Aulogymnus caelestis
Aulogymnus caelestis är en stekelart som först beskrevs av Girault 1913.  Aulogymnus caelestis ingår i släktet Aulogymnus och familjen finglanssteklar. Inga underarter finns listade.